# Berliner Ensemble
Il Berliner Ensemble è un teatro di Berlino sito nel quartiere Mitte. Originariamente il nome del teatro era Neues Theater am Schiffbauerdamm, cambiò nome quando il Berliner Ensemble si trasferì dal Deutsches Theater, presso cui originariamente si era istituito, alla sua sede attuale.

## Architettura
L'edificio fu progettato da Heinrich Seeling in stile neobarocco e costruito tra il 1891 e il 1892. Gravemente danneggiato dai bombardamenti, fu restaurato, ottenendo una facciata molto più semplice di quella originale. Fortunatamente si salvarono gli interni e le decorazioni neobarocche di Ernst Westphal.

## Storia

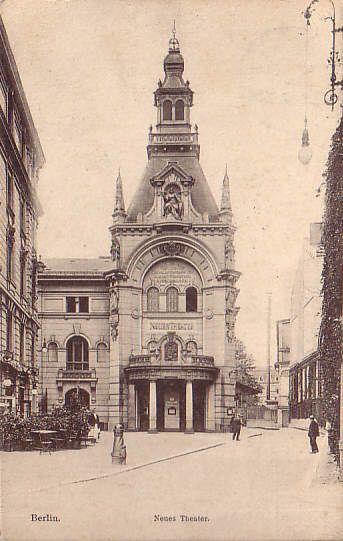
Il teatro nel 1908 circa

Il teatro raggiunse presto la fama grazie alla qualità delle sue rappresentazioni. Qui fu rappresentata per la prima volta I tessitori di Gerhart Johann Robert Hauptmann. Successivamente il teatro divenne famoso per le produzioni di Max Reinhardt e sempre qui venne rappresentata per la prima volta nel 1928 L'opera da tre soldi di Bertolt Brecht. Proprio quest'ultimo nel 1954 trasferì il Berliner Ensemble, che aveva sede presso il Deutsches Theater, presso il teatro che per questa ragione cambiò nome. Questo evento venne celebrato con la rappresentazione de Il cerchio di gesso del Caucaso di Brecht. Alla morte dell'autore ad occuparsi del teatro fu la moglie, Helene Weigel.

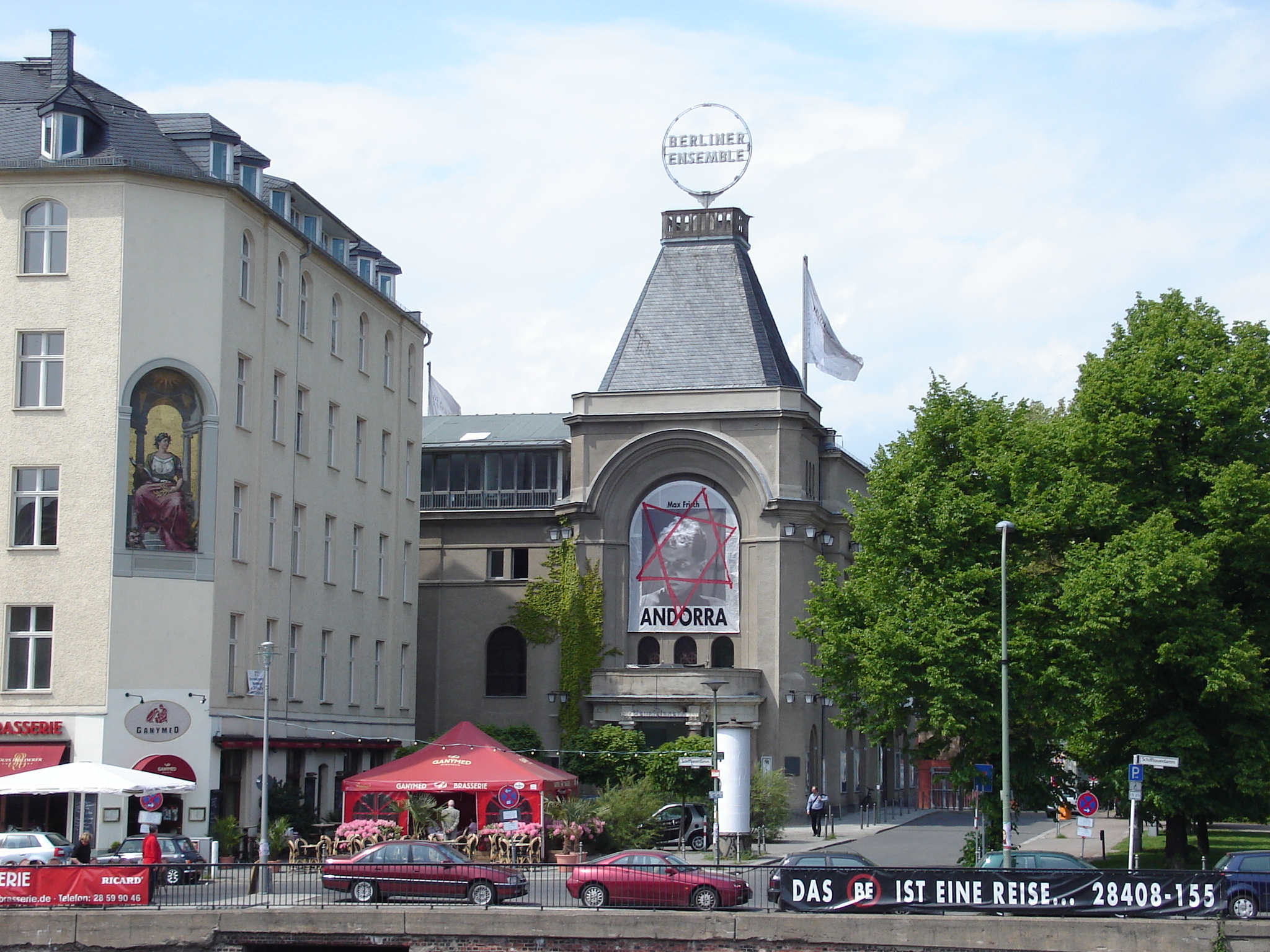
Facciata del teatro